# Milan Sedláček
Milan Sedláček (1. října 1961 – 20. května 2012) byl český horolezec. V roce 2002 vystoupil na vrchol Šiša Pangmy. Později se dvakrát neúspěšně pokusil o výstup na K2 (2005 a 2007). V roce 2010 se pokusil vylézt na Lhoce, ale dosáhl pouze výšky 7800 m n. m. Na přelomu dubna a května 2012 se znovu účastnil expedice na Lhoce, kterou spolu s Radovanem Markem zdolal, ale na sestupu zahynul. Jeho tělo zůstalo na hoře až do roku 2024, kdy bylo sneseno v rámci úklidové akce Himálaje pořádané nepálskými úřady.